# Vișinești
Vișinești est une commune du județ de Dâmbovița en Roumanie.